# Wenker-Synthese
Bei der Wenker-Synthese wird ein Beta-Aminoalkohol in ein Aziridin durch Umsatz mit Schwefelsäure und anschließend mit Natronlauge umgewandelt:
Die Synthese findet in zwei Schritten statt. Im ersten Schritt wird der β-Aminoalkohol mit Schwefelsäure bei hoher Temperatur (250 °C) umgesetzt. Hierbei bildet sich intermediär ein Schwefelsäureester. Durch den Einsatz einer Base (Natronlauge) wird anschließend unter innermolekularem Ringschluss das Aziridin erhalten.
In einer modifizierten Variante bei niedrigerer Temperatur (140 bis 180 °C) erhält man eine bessere Ausbeute.